# Hedwig Zweerus-Weber
Hedwig Zweerus-Weber (Groningen, 4 augustus 1922 – Oosterbeek, 1987) was een Nederlands beeldhouwer.

## Leven en werk
Zweerus studeerde vanaf 1947 in Amsterdam aan de Rijksacademie, waar ze les kreeg van Jan Bronner, Piet Esser en Cor Hund. In 1948 trouwde ze met Henk Zweerus (1920-2005). Naast beeldhouwer was hij docent aan de Enschedese kunstacademie en de Technische Hogeschool in Delft. Het kunstenaarspaar woonde te Amsterdam, Delft (1962-1969), Bergen (1969-1978) en vestigde zich ten slotte in Oosterbeek.
Hedwig Zweerus maakte vrijstaande beelden in een organisch-abstracte vorm in brons, beton en polyester. Ze was lid van de Nederlandse Kring van Beeldhouwers en exposeerde daarmee diverse malen. Na haar overlijden gaf Henk Zweerus vier beelden van zijn vrouw in langdurig bruikleen aan de provincie Overijssel. Een deel van haar werk is geplaatst in de beeldentuin van het Nijenhuis, dat als tentoonstellingslocatie door het Museum de Fundatie wordt gebruikt.
- RKD-Nederlands Instituut voor Kunstgeschiedenis: 86754